# 鬼軍
〈鬼軍〉（英語：Army of Ghosts）是英國科幻電視劇《異世奇人》系列2第12集，2006年7月1日在BBC One首播。這集的編劇是拉塞爾·T·戴維斯，並由格雷姆·哈珀執導。在演員方面，除了固有的大衛·田納特飾演博士和比莉·派佩飾演羅斯·泰勒外，扮演泰勒母親積奇的卡米爾·科杜里也有很重的戲份。
本集講述在〈懼怕她〉後，博士和泰勒回到當代的倫敦，卻赫然發現全球有大量鬼魂出沒，並與人類建立友好關係。在與火炬木小組合作下，眾人發現這些鬼魂其實是賽博人的化身。與此同時，博士的另一個天敵戴立克也隨之而來。這集最終共吸引819萬人收看，並取得正面的評價。

## 劇情
這集一開始是個冷開場，泰勒道出遇到博士以後的種種經歷和「她是如何死的」。之後，鏡頭回到幾個月前，博士和泰勒乘坐TARDIS回到當代的倫敦，並去探望積奇。積奇得悉女兒平安回家感到欣慰，而更令她覺得高興的是其父也歸來。於是，積奇把這事告之泰勒。然而，這讓泰勒感到相當狐疑，因她的祖父早已過身。原來，積奇口中所說的父親是個鬼魂。此時，鬼魂出現在眾人眼前，博士直言鬼是不存在的，這令積奇大為光火。為證明鬼真的存在，她開啟電視，稱在幾個月前全球各地紛紛出現鬼魂，並與人們建立親密的關係。
博士聞之，認為此事極不尋常，於是返回TARDIS尋求協助。在這台機器的幫助下，博士成功捉到一隻鬼魂。果然，它根本不是鬼，而是某種正在轉化的物質。為進一步查明真相，博士帶同泰勒和積奇來到火炬木小組的總部。博士首先步出TARDIS，並要求與跟進鬼魂一案的人會見。於是，他被帶去和火炬木小組首席伊芳·哈特曼會談。此時，泰勒尚留在TARDIS，火炬木小組的職員卻無原無故地沒收這台機器，使得泰勒被困在裡面。
另一邊廂，哈特曼向博士顯示他們的調查成果。原來，這些鬼魂是通過肉眼看不到的能量牆來到地球。換言之，鬼魂是來自外星。隨後，哈特曼又向博士展示一個神秘的球狀飛船，火炬木小組的科學家拉傑臣·辛格指這飛船不能以人類的物理知識解讀。博士仔細研究那飛船後大驚，他稱這是一艘「零空間飛船」，即能於平行宇宙自由行走的飛船。由於平行宇宙是無法隨意穿越的，因此博士對飛船的存在感到不可思議。但這並非火炬木小組的全部，他們還掌握了能量牆的開關技術，使得小組成員能限制鬼魂的出入。博士聞之，鄭重地警告哈特曼他們是不能真正的控制能量牆，否則後患無窮。然而，哈特曼沒有理會博士的警告。
鏡頭回到泰勒那邊，她已離開TARDIS，並裝扮成火炬木小組研究員四處走走。結果，她被辛格洞悉其身份。此時，一名為西門的研究員把她救走。泰勒仔細一看，他就是在《鋼鐵時代》中選擇留在平行宇宙的米基·史密夫。然而，泰勒的事還是被哈特曼得知，博士只好告訴她一切。這時，研究員成功打開能量牆卻無法關閉。同時，「零空間飛船」出現了反應，似是有生命體會湧出來般。一眾研究人員繼續嘗試關閉能量牆，徒勞無功之餘，數以千計的鬼魂出現在各人眼人。不久後，所有鬼魂大軍回復真身，成為賽博人，並對人們展開屠殺。博士向賽博人詢問「零空間飛船」從何得來，後者不明其意，並否認飛船是他們的。另一方面，飛船隨之打出，米奇向泰勒解釋他是為飛船而從平行宇宙追到這兒。這時，飛船完全打開，出來的不是賽博人，而是呼著「消滅」的戴立克。

### 前後連接
這集是《異世奇人》首次大篇幅地提到火炬木小組，該小組是一個由維多利亞女王宣佈成立，有意研究博士和外星生物的秘密政府組織，也是整個系列2的故事線。在劇中，哈特曼對博士表示火炬木小組是維多利亞女王遇到狼人後而成立的，所指的是〈牙與爪〉發生的事。同時，於本集出場的賽博人此前已在〈賽博人的崛起〉／〈鋼鐵時代〉合集登場。此外，這也並非賽博人和戴立克首次同時出現的《異世奇人》劇集，早在〈宇宙之輪〉、〈戰爭遊戲〉和〈五個博士〉他們均曾共同出場，只是這次他們的戲份更多。至於米基口中提到的賽博國王亦非新設角色，在〈下一個博士〉時已有此角。
演員費馬·阿吉曼在這集中飾演火炬木小組研究員艾迪，這是她首次於《異世奇人》登場。在之後的系列3，她以瑪莎·鍾斯的身份出場—繼泰勒後博士新一任的同伴。

## 製作
在完成系列1的〈借屍還魂〉和〈核爆城市〉後，執行製作人拉塞爾·T·戴維斯打算將這集的背景設在卡迪夫。然而，隨著《異世奇人》衍生劇《火炬木小組》的出現，卡迪夫裂痕的情節變得不能再用。故此，戴維斯把這集的背景改為倫敦的金絲雀碼頭。
另一方面，為確保肖恩·丁沃爾和安德魯·海登-史密夫能夠參演，劇組早在拍攝〈賽博人的崛起〉／〈鋼鐵時代〉合集時已安排他們參與這集的演出。另外，不少BBC的員工也參與這集的演出。其中包括曾參演《東區人》的芭芭拉·溫莎、主持特麗莎·歌德、 阿利斯特·阿普頓及德里克·艾柯瑞。
這集在2005年11月29開鏡﹔主要的鏡頭，即發生在火炬木小組總部的事分幾日拍攝，分別為2005年12月12日、12月15日和翌年1月3日及5日。其餘的外景分別取景於卡迪夫的煤礦交易音樂廳及斯圖爾特山廣場。

## 發行和反響
〈鬼軍〉2006年7月1日晚上在BBC One播出。當晚，英國共有819萬人觀看這集，在該星期的收視排行榜中位列第七。排在這集前面的分為4場世界盃賽事及兩集《加冕街》劇集。在欣賞指數方面，這集的得分是86分。
這集同時取得正面評價。《舞台》認為這集令人看得緊張，又指劇集「劇情資訊量及淚水」十足，令人忘掉了早前英格蘭足球隊的失利。《人民報》欣賞博士在劇中表現的幽默，而網站《Television Without Pity》則給了這集A-。IGN在10分為滿分下給了這集9.8分，表揚劇集的節調流暢以及指戴立克的出場令人出乎意料。

## 資料來源
1. ↑  . . 2006-07-01. BBC. BBC Three.
2. ↑  . BBC News. 2005-10-17  [2015-07-18]. （原始内容存档于2006-04-23）.
3. 1 2 3  "Army Of Ghosts" / "Doomsday" 在 異世奇人: 時間（旅行）簡史
4. ↑  . BBC. 2003-09-30  [2008-01-17]. （原始内容存档于2021-04-15）.
5. ↑  . BBC.   [2010-05-30]. （原始内容存档于2012-05-08）.
6. ↑  Lyon, Shaun. . Outpost Gallifrey. 2006-07-18  [2008-01-17]. （原始内容存档于2007-12-10）.
7. ↑  Clifton, Jacob. . Television Without Pity. 2006-12-30  [2008-01-18]. （原始内容存档于2007-12-18）.
8. ↑  Haque, Ahsan. . IGN. 2006-12-22  [2008-01-17]. （原始内容存档于2012-04-15）.

## 外部連結
- TARDISODE 12 （页面存档备份，存于）
- "Army of Ghosts" episode homepage （页面存档备份，存于）
- 互联网电影数据库上鬼軍的资料（英文）